# آرنولد بلگارت
آرنولد بلگارت (روسی: Арнольд Артурович Бельгардт؛ زادهٔ ۲۹ ژانویهٔ ۱۹۳۷ - درگذشته ۲۶ فوریهٔ ۲۰۱۵) دوچرخه‌سوار در رشته پیست اهل روسیه بود که در  مسابقات کشوری و بین‌المللی در مجموع برندهٔ ۱ مدال طلا، ۳ مدال برنز شده‌است.